# Out of Order
Out of Order är ett musikalbum av Rod Stewart utgivet i maj 1988. 
Albumet fick ett positivt mottagande efter att Stewart tidigare under 1980-talet utgivit en rad mindre lyckade album. Det nådde #20 på Billboards popalbumlista, och blev Stewarts bäst säljande album under 1980-talet. Det innehåller hitsinglarna Lost In You, Forever Young, Crazy About Her och My Heart Can't Tell You No. Den sistnämnda, som blev den mest framgångsrika, hade redan i början av året utgivits i svensk version av Monica Törnell på albumet Månfred.

## Låtlista
1. Lost In You (Stewart, Taylor)
2. The Wild Horse (Stewart, Taylor)
3. Lethal Dose Of Love (Stewart, Taylor)
4. Forever Young (Cregan, Savigar, Stewart)
5. My Heart Can't Tell You No (Climie, Morgan)
6. Dynamite (Stewart)
7. Nobody Knows You When You're Down And Out (Cox)
8. Crazy About Her (Cregan, Hitchings, Stewart)
9. Try A Little Tenderness (Campbell, Connelly, Woods)
10. When I Was Your Man (Savigar, Stewart)
11. Almost Illegal (Stewart, Taylor)